# (33231) 1998 FH146
1998 FH146 (asteroide 33231) é um asteroide da cintura principal. Possui uma excentricidade de 0.08055600 e uma inclinação de 14.56074º.
Este asteroide foi descoberto no dia 24 de março de 1998 por LINEAR em Socorro.